# Ruta IM18 (Lima)
La ruta IM18 o "la 18" es una ruta de transporte público del área metropolitana de Lima, que conecta los distritos de San Martín de Porres y Santiago de Surco. El trayecto de esta ruta consta de 110 o 111 paradas dependiendo de la dirección y dura aproximadamente entre 1 hora con 50 minutos y 2 horas con 40 minutos

## Características
Esta ruta de transporte público es operada por el Consorcio de Transportes Proyecto Las Flores 18 S.A. y administrada por el Grupo Express del Perú S.A.C. (GEP), pasando por los distritos de Lima y Callao.

### Autorización
La ruta IM18 se encuentra autorizada por la Municipalidad Provincial del Callao (MPC) y la Autoridad de Transporte Urbano (ATU).

## Trayecto
Los autobuses de la ruta IM18 comienzan a operar a las 5:00 a.m. y terminan a las 10:00 p.m. por los distritos de San Martín de Porres, Callao, San Miguel, Magdalena del Mar, San Isidro, Miraflores y Santiago de Surco en las provincias de Lima y Callao; pasando por importantes lugares como el Parque Zonal Mayta Cápac, Hospital II Lima Norte Luis Negreiros Vega, Aeropuerto Internacional Jorge Chávez, UPC Campus - San Miguel, Plaza Túpac Amaru, Hospital Víctor Larco Herrera, Pericultorio Pérez Aranibar, Parque Central de Miraflores, Parque Reducto n.º 2, Parque de la Amistad María Graña Ottone y UPC Monterrico
También se conecta con el Metropolitano a través de la Estación Benavides. Y con la Línea 1 del Metro de Lima con la Estación Cabitos, dentro de un futuro se podrá conectar con la Línea 2 del Metro de Lima con la Estación Carmen de la Legua, con la Línea 3 del Metro de Lima desde las estaciones Parque Central de Miraflores hasta Alejandro Velasco, con La Línea 4 del Metro de Lima desde las estaciones Aeropuerto hasta Rafael Escardó la Línea 5 del Metro de Lima y Callao en la estación Benavides y la Línea 6 desde la Estación Ejército hasta la Estación Comandante Espinar.

### Terminales
Su terminal de ida es en Chuquitanta, en el Distrito de San Martín de Porres, no posee terminal de vuelta ya que al llegar al paradero final de ida suele voltear en U para empezar su curso de vuelta.

### Recorrido
| Dirección                         | Avenidas y calles |
| --------------------------------- | --- |
| Ida Hacia Santiago de Surco       | Calle S/N - C. San Pablo I/Av. Josefina - C. San Ignacio - C. Juan Pablo II - C. Sequía - Av. Santa María - Av. San Nicolás - Av. Tantamayo - Av. Canta Callao - Av. Carlos Izaguirre - Av. 12 de Octubre - Av. Angélica Gamarra - Av. Tomás Valle - Av. Elmer Faucett - Av. De Los Precursores - Av. Rafael Escardó - Jr. Gran Mrcal. Agustín Gamarra Messias - Av. La Paz - Pje. San Luis - Av. Costanera - Av. Independencia - Av. Lima - Jr. Francisco Bolognesi - Av. Antonio José de Sucre - Jr. Diego Ferre - Av. Del Ejército - Av. José Pardo - Av. Diagonal - Av. Alfredo Benavides - C. Cristóbal de Peralta Sur - Carretera Panamericana Sur - Av. Primavera. |
| Vuelta Hacia San Martín de Porres | Av. Primavera - Carretera Panamericana Sur - Av. Alfredo Benavides - Av. José Larco - Av. José Pardo - Av. Del Ejército - Jr. Diego Ferre - Av. Antonio José de Sucre - Jr. Miguel Grau - Av. Tacna - Jr. José de La Mar - Jr. Federico Gallese Taricchi - Av. La Paz - Jr. Gran Mrcal. Agustín Gamarra Messias - Av. Rafael Escardó - Av. De Los Precursores - Av. Elmer Faucett - Av. Tomás Valle - Av. Angélica Gamarra - Av. 12 de Octubre - Av. Carlos Izaguirre - Av. Canta Callao - Av. Tantamayo - Av. San Nicolás - Av. Santa María - C. Sequía - C. Juan Pablo II - C. San Ignacio - C. San Pablo I/Av. Josefina - Calle S/N                                    |

## Flota
Actualmente presenta una flota minúscula debido a un embargo de todas de sus unidades, provocando que deje operar por un tiempo, por este motivo su frencuencia suele durar mucho tiempo.
| Modelo y chasis                             | Año  | Longitud  | Tipo         | Origen | Estado    |
| ------------------------------------------- | ---- | --------- | ------------ | ------ | --------- |
| Modasa Titán Urbano VW 17-210 OD GNV Euro V | 2012 | 12 metros | Convencional | Perú   | Operativo |
| Modasa Titán Urbano VW 17-210 OD GNV Euro V | 2014 | 12 metros | Convencional | Perú   | Operativo |